# Slag bij Kortrijk (1794)
De Tweede Slag bij Kortrijk (10-12 mei 1794) vond plaats tijdens de Eerste Coalitieoorlog in de buurt van Kortrijk, destijds in de Oostenrijkse Nederlanden, gelegen op ongeveer 85 kilometer ten westen van Brussel.
Het Armée du Nord van de Eerste Franse Republiek onder leiding van Jean-Charles Pichegru viel de Coalitietroepen aan, die onder bevel stonden van de Zuid-Nederlandse (Oostenrijkse) veldmaarschalk François Charles Joseph Sébastien de Croix, graaf van Clerfayt en prins Frederik, hertog van York en Albany.
Op 10 mei 1794 slaagde de Franse infanterie er voor de eerste maal in de Coalitie tijdens de oorlog te overmeesteren. Later op de dag, na te zijn gebombardeerd door de Britse artillerie, werden drie Franse eskadrons uiteindelijk met zware verliezen verbroken. Deze aanval door de 7e Light Dragoons wordt vaak aangeduid als de Slag om Willems (in het Noord-Franse Willems).
Maar op 11 mei voerden de Franse troepen een succesvolle aanval uit op de graaf van Clerfayt, die voorheen de Fransen met de hulp van de Nederlandse bondgenoten uit Kortrijk had verdreven. Nu werd Clerfayt gedwongen terug naar het noorden af te zakken in Tielt. Beide zijden verloren tussen de 700-800 manschappen.
Een schermutseling ten noorden van Kortrijk in Ingelmunster op 12 mei beëindigde de strijd.
Het resultaat van het conflict was dat het Franse leger de greep op Kortrijk en Menen behield die het tijdens de Slag bij Moeskroen in april van hetzelfde jaar gewonnen had. Een week later ondernam de Coalitie een nieuwe poging om de Franse greep te lossen in de Slag bij Tourcoing.